# Haus Wenne

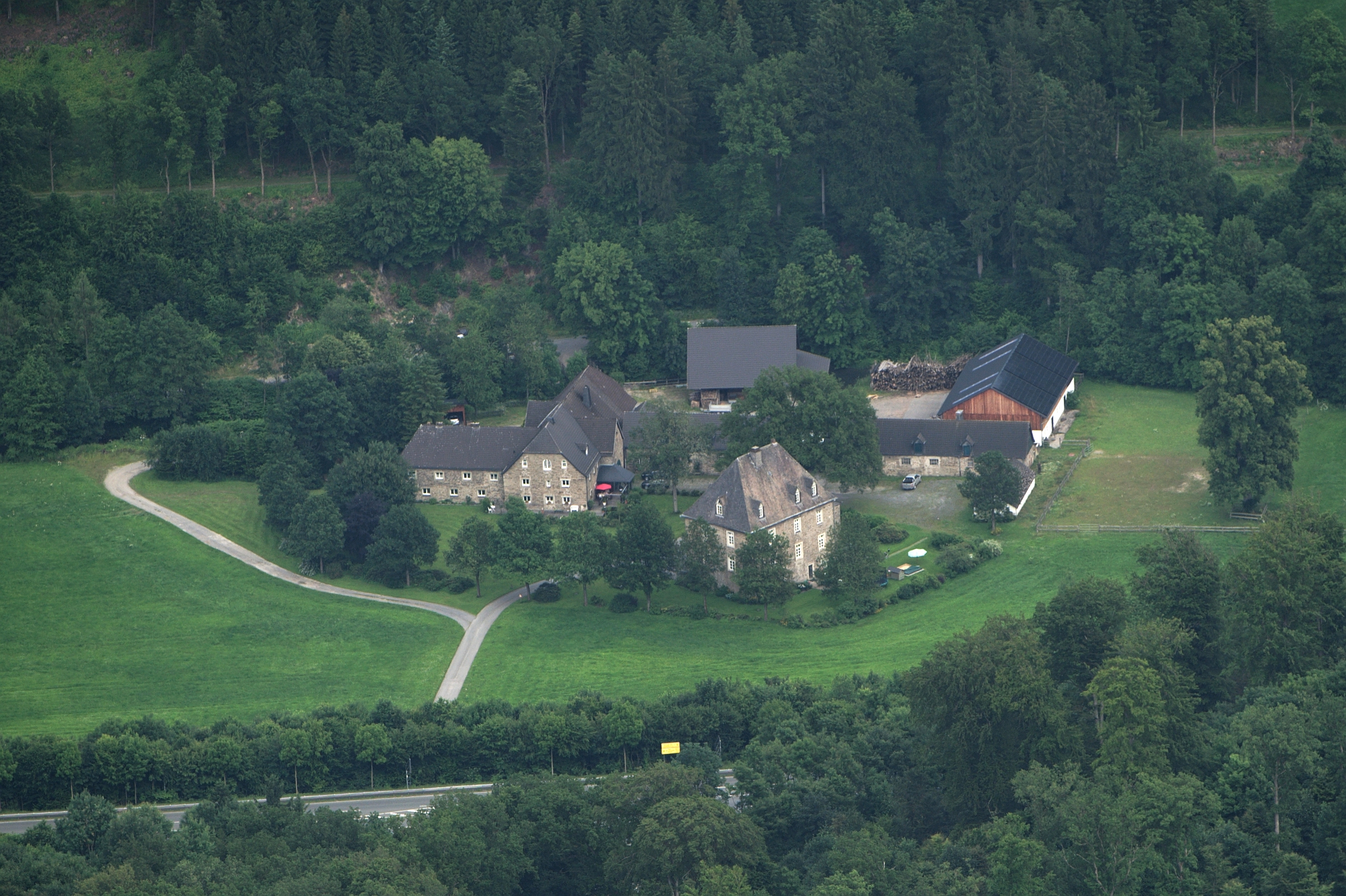
Luftaufnahme von Haus Wenne

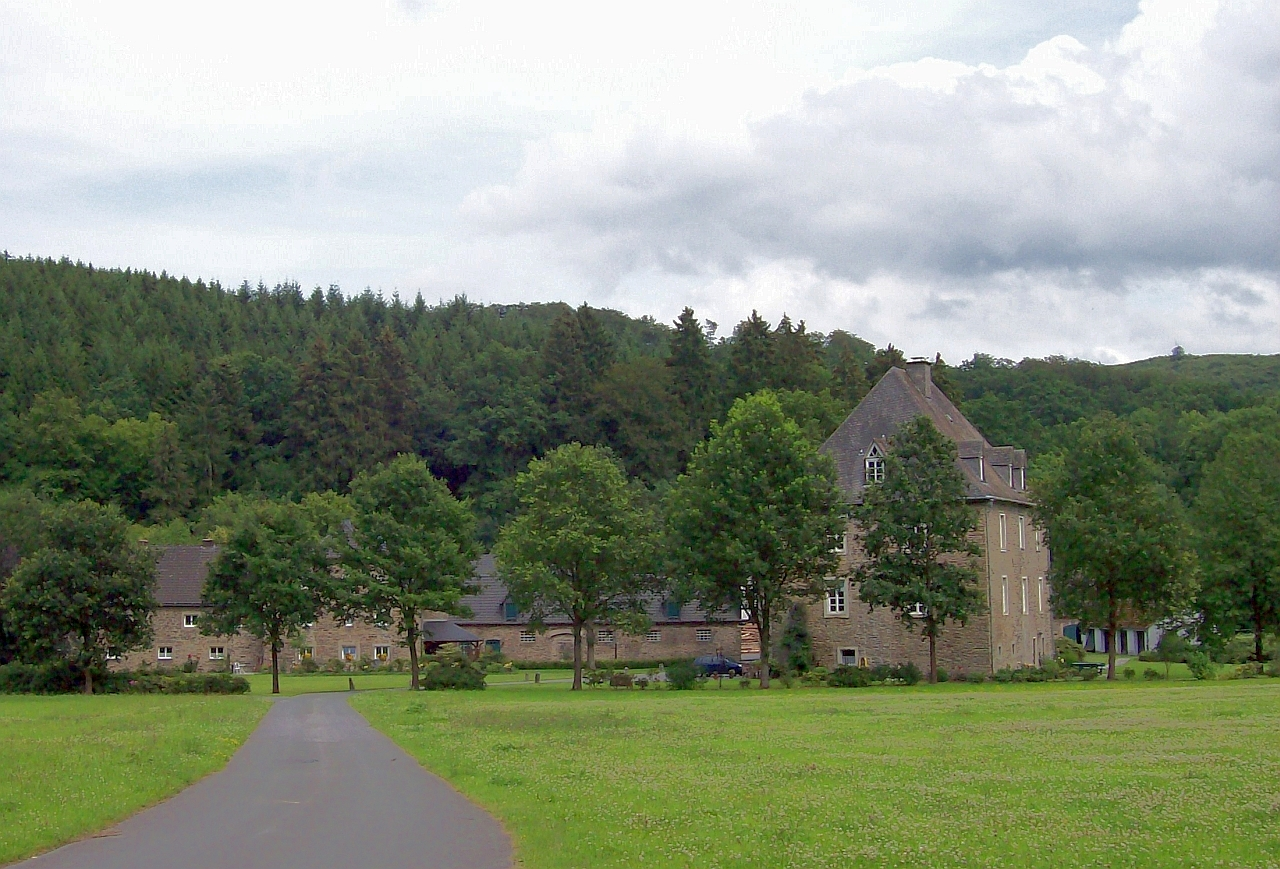
Fernansicht

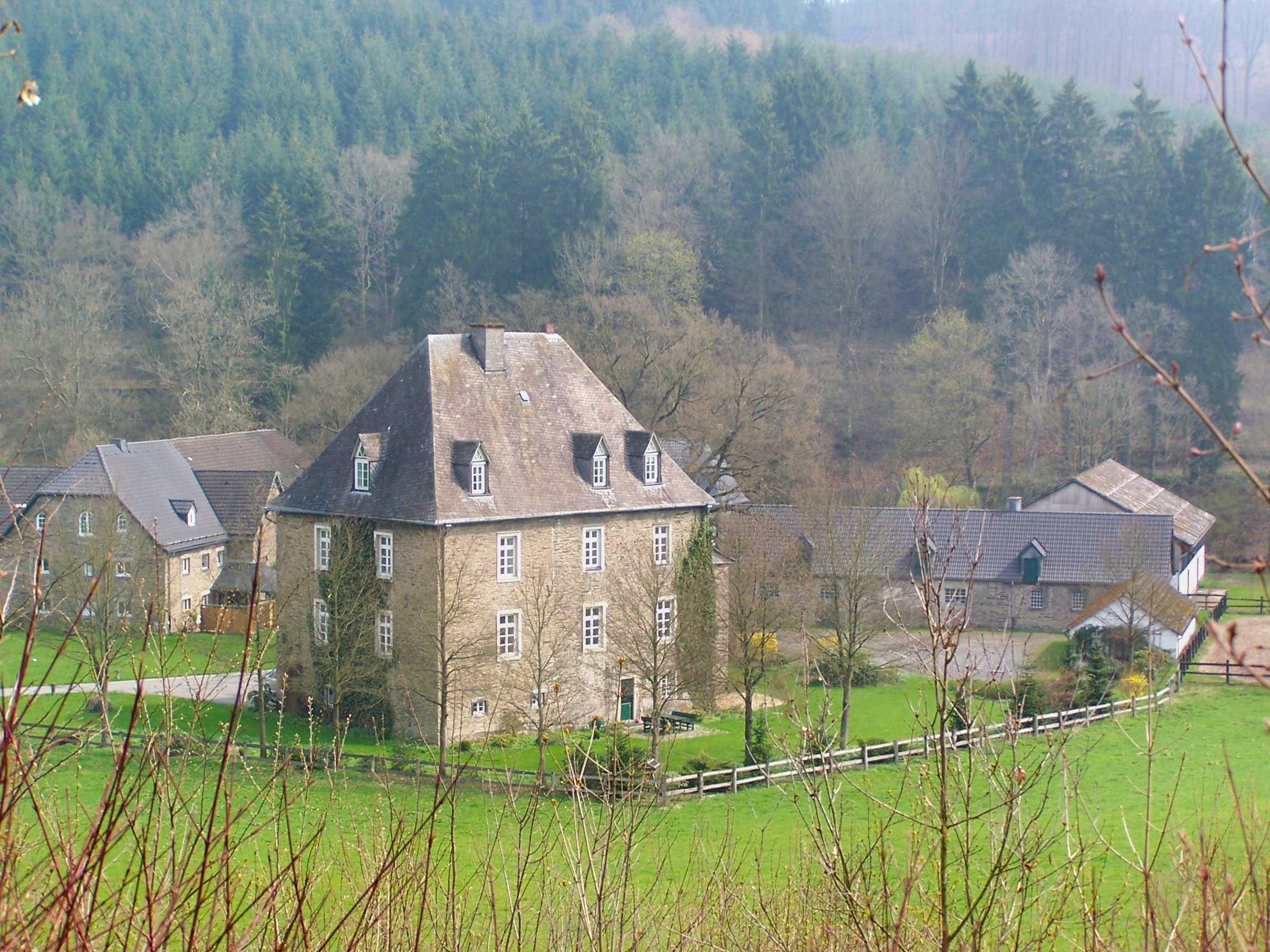
Haus Wenne

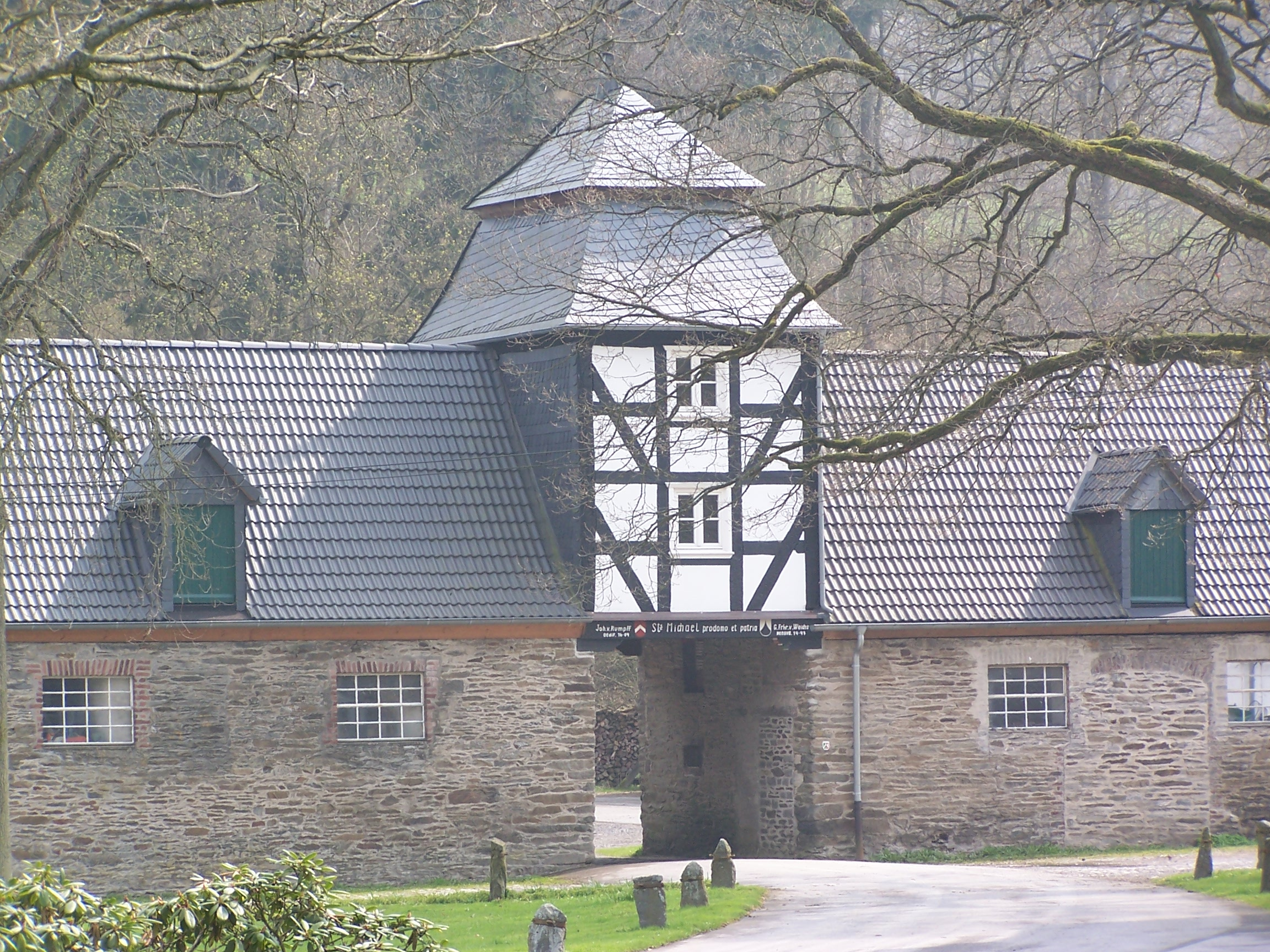
Wirtschaftsgebäude

Das Haus Wenne ist ein Gutshof und befindet sich rund zwei Kilometer nordöstlich von Eslohe (Sauerland) zwischen der B 55 Höhe Abzweig L 541 und dem Fluss Wenne und hat zwölf Einwohner.

## Geschichte
Haus Wenne wurde 1296 erstmals urkundlich erwähnt. Das Gut war Stammsitz der Herren von der Wenne. Nachfolgende Besitzer waren gegen Ende des 14. Jahrhunderts die Familie von Cobbenrode und ab 1412 die Adelsfamilie Rump zur Wenne. Anteile am Haus Wenne (Haus tor Wene) und der dazugehörenden Güter hatten auch die Vögte von Elspe (Gibeldey), die diese am 1. Oktober 1413 an Rotger Rump und Frau Stine verkauften. 1659 wurde das Domizil zum zweigeschossigen Herrenhaus mit Walmdach ausgebaut. Der damals angelegte Wassergraben ist heute nicht mehr vorhanden.
Die Familie Rump starb 1673 im Mannesstamm aus und auf dem Erbweg fiel Wenne 1678 an den Obristen und fürstbischöflich-hildesheimschen Jägermeister Ignatz von Weichs, dessen Nachkommen Haus Wenne bis zum heutigen Tage bewohnen. Die Familie unterhält dort einen land- und forstwirtschaftlichen Betrieb. Das Herrenhaus blieb bis zum heutigen Tage im Besitz der Familie von Weichs. Im späten 18. Jahrhundert ließ Clemens August von Weichs, dort geboren, die Anlage umgestalten.